# 教會前站
教會前站（日语：／ Kyōkaimae eki */?）是位於日本德島縣鳴門市撫養町，隸屬於四國旅客鐵道（JR四國）的鐵路車站。車站編號為N07。本站因附近設有一座天理教教會，而以此作為站名。本站是最初鳴門線開通後未伸延至鳴門站時所新設置的車站。

## 車站結構
本站在啟用時原設有小型站房一座，但應於很早期便被拆卸。此站現時為簡易車站，亦不附設相關的配套設備。月台和路面間以數級樓梯相連，2010年月台進行改裝工程，在向鳴門站方向加設無障礙斜道，亦將樓梯級翻新加設扶手。另外為對應1500系及1200系氣動車行走，幾乎整個月台都被加高，最後將原來殘舊的木欄杆改為白色鐵欄杆，但其他相應的配套設施卻未有增加。
站內設有一座側式月台，有效長度只為3輛。月台出入口建於車站中間位置。本站附近的民居數目和金比羅前站或撫養站相比均較少。

### 月台配置
| 路線    | 方向     | 目的地         |
| ------- | -------- | -------------- |
| ■鳴門線 | （上行） | 鳴門方向       |
| ■鳴門線 | （下行） | 池谷、德島方向 |

## 歷史
- 1924年1月1日：阿波鐵道鳴門線增設「天理教前停留場」形式開業。
- 1926年：改稱「教會前停留場」。
- 1933年7月1日：阿波鐵道國有化，獲昇格為停車場，成為日本國有鐵道下的車站[3]。
- 1987年10月1日：日本國鐵分割民營化，車站的營運由JR四國繼承。

## 相鄰車站
四國旅客鐵道（JR四國）
■鳴門線
金比羅前（N08）－教會前（N07）－立道（N06）